# Nick Deutsch
Nick Shay Deutsch (* 1972 in Petach-Tikva, Israel) ist ein australischer Oboist und Hochschullehrer.
Bereits mit 13 Jahren begann Deutsch ein Studium am Musikkonservatorium in Sydney, später am Victorian College of the Arts in Melbourne bei Anne Gilby, wo er seinen Abschluss machte und 1993 mit dem Gwen-Nisbet-Preis für den hervorragendsten Studenten ausgezeichnet wurde. Ein Stipendium ermöglichte ihm weitere Studien bei Diethelm Jonas an der Staatlichen Hochschule für Musik in Trossingen.
Von 2003 bis 2010 war Nick Deutsch Solo-Oboist des Frankfurter Opern- und Museumsorchesters. An der Hochschule für Musik Mainz war er von 2004 bis 2010 Professor für Oboe, seit 2010 ist er in gleicher Position an der Hochschule für Musik und Theater Leipzig und Artistic Director an der Australian National Academy of Music (ANAM) von 2016–2020.
Als Solo-Oboist arbeitete er mit Orchestern wie dem Chamber Orchestra of Europe, Mahler Chamber Orchestra den Münchner Philharmonikern, Gewandhausorchester Leipzig, dem Deutschen Symphonie-Orchester Berlin, dem Radio-Symphonie-Orchester Frankfurt und weiteren Orchestern in Köln (WDR & Gurzenich), Stuttgart (SWR), Berlin (RSB) und München, mit den Opern in München, Berlin, Dresden, Hamburg, Köln, Mannheim, Karlsruhe, Bayreuth, Stuttgart, Oslo und Tel Aviv unter weltberühmten Dirigenten wie Zubin Mehta, James Levine, Kurt Masur, Lorin Maazel, Sir Simon Rattle, Kyrill Petrenko, Gustavo Dudamel, Andris Nelsons, Riccardo Muti und Iván Fischer. Er tritt regelmäßig als Solo-Oboist mit dem Israel Philharmonic Orchestra auf und war von 2004 bis 2011 Mitglied des Budapester Festival-Orchesters.
Als Solist spielte er mit Orchestern wie der Camerata Salzburg, der Deutschen Kammerphilharmonie Bremen, dem Bach Kollegium Stuttgart, dem Frankfurter Opern und Museums Orchester, der Polnischen Kammerphilharmonie, der Real Filharmonia de Galicia (Spanien) oder dem Münchener Kammerorchester.
Als Kammermusiker ist er Gründungsmitglied des Hindemith-Quintetts in Frankfurt am Main und trat mit dem Ensemble Modern, dem Linos Ensemble und der von András Schiff gegründeten Cappella Andrea Barca auf.
Nick Deutsch konzertierte im Rahmen internationaler Musikfestivals wie den Salzburger Festspielen, dem Edinburgh International Festival, BBC Proms, La Folle Journée, Menuhin Festival Gstaad, Rheingau Musik Festival, Prager Frühling, Bachwoche Ansbach, den Festspielen Mecklenburg-Vorpommern, Schwetzinger Festspielen, Schleswig-Holstein Musik Festival, den Sommerlichen Musiktagen Hitzacker, Weilburger Schlosskonzerten, Musikfest Stuttgart, der Münchener Biennale, dem Walled City Festival in Derry, dem Pazifischen Musikfestival in Japan, dem Internationalen Tongyoeng Musikfestival in Korea, dem Festival der Mehli Mehta Musikstiftung in Mumbai, dem Internationalen Felicja-Blumental-Musikfestival in Tel Aviv, dem Australian Festival of Chamber Music Townsville und dem Sydney Festival.